# Christoph Peters

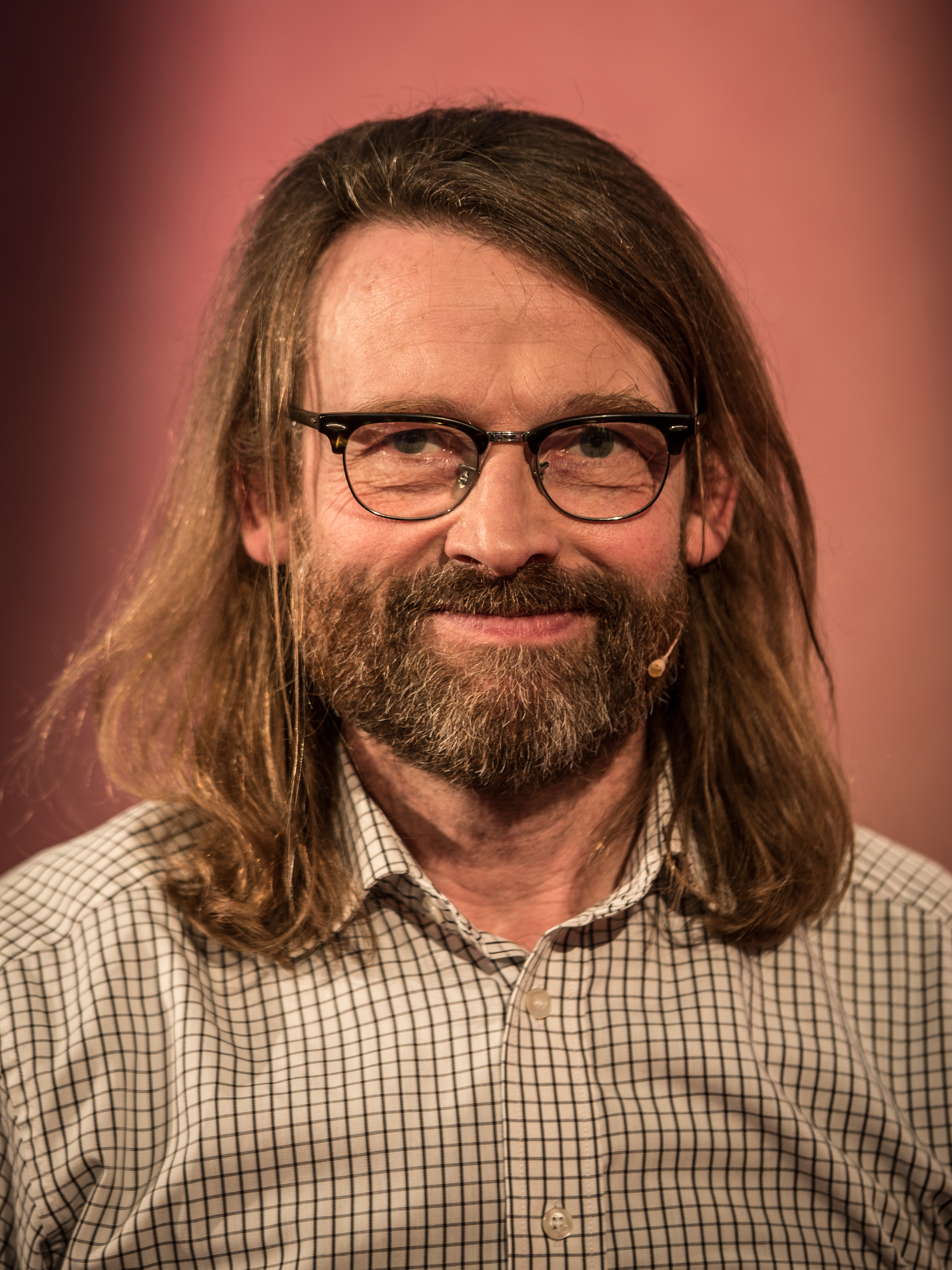
Christoph Peters (2017)

Christoph Peters (* 11. Oktober 1966 in Kalkar) ist ein deutscher Schriftsteller.

## Leben
Christoph Peters war von 1977 bis zum Abitur 1986 Schüler des katholischen Internatsgymnasiums Collegium Augustinianum Gaesdonck, wo Franz Joseph van der Grinten einer seiner Lehrer war. Danach studierte Peters von 1988 bis 1994 Malerei an der Staatlichen Akademie der Bildenden Künste Karlsruhe, unter anderem bei Horst Egon Kalinowski und Günter Neusel, zuletzt als Meisterschüler von Meuser. Von 1995 bis 2000 arbeitete er als Fluggastkontrolleur am Frankfurter Rhein-Main-Flughafen.
Seine erste Erzählung „Heinrich Grewents Arbeit und Liebe“ über die Abgründe eines Kleinbürgerlebens erschien 1996, 1999 folgte sein erster Roman „Stadt Land Fluß“. In mehreren Romanen unterschiedlicher Genres beschrieb Peters die gegenseitige Beeinflussung zwischen Japanern und Deutschen. In Mitsukos Restaurant (2009) beschreibt er den Versuch, japanische Esskultur und Lebensart in Deutschland zu etablieren. In Japan beginnt an der Ostsee – Die Keramik des Jan Kollwitz (2010) befasst er sich mit der Spiritualität japanischer Handwerkskunst im Kontext der deutschen Gegenwart. Im Kriminalroman Der Arm des Kraken (2015) beschreibt er einen blutigen Konflikt von vietnamesischer und japanischer Mafia im zeitgenössischen Berlin. Im Roman Herr Yamashiro bevorzugt Kartoffeln (2014) schildert er die klischeebedingten Missverständnisse beim Bau eines Anagama-Keramikofens in der deutschen Provinz.
Sein Roman Das Tuch aus Nacht (2003), das eine durch einen Kriminalfall komplizierte Künstler-Liebesgeschichte in Istanbul erzählt, wurde ins US-amerikanische und ins Chinesische übersetzt. Neben vielen Romanen veröffentlichte der Schriftsteller auch mehrere Bände mit Erzählungen sowie Essays, ein Kinderbuch und einen Lyrikband.
Der Handlungsort seines Romans Wir in Kahlenbeck (2012) ist ein katholisches Jungeninternat nahe der Grenze zu den Niederlanden. Im Dorfroman (2020) geht es um eine autofiktionale Erzählung der zeitgenössischen Lebensverhältnisse in Peters’ Heimatort Kalkar am Niederrhein.
2020/21 ist Christoph Peters erstmals mit eigenen Zeichnungen, die ab 2019 aus seiner langjährigen Beschäftigung mit japanischer Teekeramik heraus entstanden sind, in einer Einzelausstellung des Museums Otto Ubbelohde Haus, Lahntal, an die Öffentlichkeit getreten. Zur Ausstellung erschien ein Katalog mit dem Titel Teeschalen, sonst nichts. Japanische Keramiken aus seiner Sammlung waren bereits 2019 im Rahmen der Ausstellung „Unter Freunden“ im Museum für Kunst und Gewerbe Hamburg zu sehen, zu der eine umfängliche Dokumentation veröffentlicht wurde.
2025 wurde bekannt, dass der Berliner Galerist Johann König und seine Ehefrau einen Antrag am Landgericht Hamburg auf den Erlass einer einstweiligen Verfügung eingereicht hatten, nach der Peters’ Roman Innerstädtischer Tod (2024) nicht mehr verbreitet und veröffentlicht werden darf. Sie hatten sich im Galeristenpaar Konrad und Eva-Kristin Raspe wiedererkannt. Nachdem sowohl das Hamburger Landgericht als auch das Hanseatische Oberlandesgericht den Antrag auf einstweilige Verfügung als unbegründet abgewiesen hatten, ließ das Ehepaar König durch die Kanzlei Schertz Bergmann eine Verfassungsbeschwerde beim Bundesverfassungsgericht in Karlsruhe einreichen.
Peters war bis 2000 in Mainz ansässig, seitdem wohnt er in Berlin. Mit seiner Ehefrau, der Schriftstellerin Veronika Peters, hat er eine Tochter (* 2003). Peters ist Mitglied des PEN-Zentrums Deutschland.

## Auszeichnungen
- 1998 Martha-Saalfeld-Förderpreis
- 1999 Aspekte-Literaturpreis
- 1999 Niederrheinischer Literaturpreis der Stadt Krefeld für Stadt Land Fluß
- 2000 Georg-K.-Glaser-Preis
- 2001 Förderpreis des Landes Nordrhein-Westfalen für Literatur
- 2004 Düsseldorfer Literaturpreis
- 2004 The annual best foreign novels, 21st Century Award, Best German novel of 2003, issued by People's Literature Publishing House, Foreign Literature Learned Society, German Literature Study Society, China für Das Tuch aus Nacht
- 2004 Poetikdozentur der Akademie der Wissenschaften und der Literatur an der Johannes Gutenberg-Universität Mainz
- 2005 Bayern 2-Wortspiele-Preis
- 2006 Museumsschreiber des Hetjens-Museums / Deutsches Keramikmuseum in Düsseldorf
- 2008 Tübinger Poetik-Dozentur gemeinsam mit Kiran Nagarkar
- 2009 Rheingau-Literaturpreis, Mitsukos Restaurant
- 2011 Comburg-Literaturstipendium Schwäbisch Hall
- 2012 Wahl von Wir in Kahlenbeck in die Longlist für den Deutschen Buchpreis
- 2014 Museumsschreiber Museum Kurhaus Kleve - Ewald Mataré Sammlung
- 2014 Paderborner Gastdozentur für Schriftstellerinnen und Schriftsteller
- 2015 Stipendiat der Kulturakademie Tarabya, Istanbul.
- 2016 Friedrich-Hölderlin-Preis der Stadt Bad Homburg.
- 2017 Thomas Kling-Poetikdozentur der Rheinischen Friedrich-Wilhelms-Universität Bonn.
- 2018 Wolfgang-Koeppen-Preis der Universitäts- und Hansestadt Greifswald.
- 2020 Aufenthaltsstipendium im Ubbelohde-Haus, Goßfelden bei Marburg[8]
- 2021 Thomas-Valentin-Literaturpreis
- 2022 Niederrheinischer Literaturpreis für Dorfroman
- 2024 Calwer Hermann-Hesse-Stipendium
- 2024 Poet in Residence der Universität Duisburg Essen[9]
- 2024 Christopher-Bulle-Stipendium[10]
- 2025 Schubart-Literaturpreis der Stadt Aalen für Innerstädtischer Tod[11]

## Werke
- Heinrich Grewents Arbeit und Liebe. Erzählung. Dreieck-Verlag, Mainz 1996, ISBN 3-930559-26-9.
- Stadt Land Fluß. Roman. Frankfurter Verlagsanstalt, Frankfurt am Main 1999, ISBN 3-627-00066-8.
- Kommen und gehen, manchmal bleiben. 14 Geschichten. Frankfurter Verlagsanstalt, Frankfurt am Main 2001, ISBN 3-627-00085-4.
- Das Tuch aus Nacht. Roman. btb, München 2003, ISBN 3-442-75090-3. Engl.: The fabric of night, Nan A. Talese - Doubleday, New York 2007, ISBN 978-0-385-51447-7.
- Heinrich Grewents Arbeit und Liebe. Erzählung. Überarbeitete Neuausgabe. btb, München 2004, ISBN 3-442-75141-1.
- Ein Zimmer im Haus des Krieges. Roman. btb, München 2006, ISBN 3-442-75129-2.
- Museumsschreiber 1. Hetjens Museum. Im Besitz des Schönen. Essay. Verlag XIM Virgenes, Düsseldorf 2007, ISBN 978-3-934268-46-3.
- Mitsukos Restaurant. Roman. Luchterhand, München 2009, ISBN 978-3-630-87273-5.
- Traumbilder des Schreibens. Tübinger Poetik-Dozentur 2008. (Zusammen mit Kiran Nagarkar), Hrsg. Dorothee Kimmich und Philipp Ostrowicz. Swiridoff, Künzelsau 2009.
- Minga verzaubert die Welt. Kinderbuch. mit Bildern von Matthias Beckmann, Luchterhand 2009, ISBN 978-3-630-87325-1.
- Japan beginnt an der Ostsee - Die Keramik des Jan Kollwitz. Mit Photos von Götz Wrage. Wachholtz 2010, ISBN 978-3-529-02763-5.
- Sven Hofestedt sucht Geld für Erleuchtung. Geschichten. Luchterhand, München 2010, ISBN 978-3-630-87337-4.
- Die Katze winkt dem Zöllner. Essay. SuKuLTuR, Berlin 2010 (= „Schöner Lesen“ Nr. 101), ISBN 978-3-941592-21-6.
- Wir in Kahlenbeck. Roman. Luchterhand, München 2012, ISBN 978-3-630-87321-3.
- Einschreiben Aufzeichnen. Mit Zeichnungen von Matthias Beckmann. Matthes & Seitz, Berlin 2013, ISBN 978-3-88221-069-9.
- Herr Yamashiro bevorzugt Kartoffeln. Roman. Luchterhand, München 2014, ISBN 978-3-630-87411-1.[12]
- Museumsschreiber NRW 6, Museum Kurhaus Kleve - Ewald Mataré Sammlung. Essay. Verlag XIM Virgenes, Düsseldorf 2014, ISBN 978-3-944011-26-4.
- Der Arm des Kraken. Roman. Luchterhand, München 2015, ISBN 978-3-630-87320-6.
- Die lieben Lande. Gedichte. Mit Siebdrucken von Matthias Beckmann. edition wasser im turm, Berlin 2015.[13]
- Diese wunderbare Bitterkeit - Leben mit Tee., mit Zeichnungen von Matthias Beckmann. Arche, Zürich - Hamburg 2016, ISBN 978-3-7160-2756-1.
- Selfie mit Sheikh. Erzählungen. Luchterhand, München 2017, ISBN 978-3-630-87540-8.
- Das Jahr der Katze. Roman. Luchterhand, München 2018, ISBN 978-3-630-87476-0.
- Dorfroman. Roman. Luchterhand, München 2020, ISBN 978-3-630-87596-5.
- Teeschalen, sonst nichts, Zeichnungen und Fotografien, Ausstellungskatalog, Hrsg. von der Otto-Ubbelohde-Stiftung in Zusammenarbeit mit dem Verein Zwei Raben: Literatur in Oberhessen, 2020[14]
- Tage in Tokio. Mit Zeichnungen von Matthias Beckmann. Reiseessay, Luchterhand, München 2021, ISBN 978-3-630-87663-4.
- Der Sandkasten. Luchterhand Literaturverlag, München 2022, ISBN 978-3-630-87477-7.
- Krähen im Park. Luchterhand Literaturverlag, München 2023, ISBN 978-3-630-87752-5.
- Innerstädtischer Tod: Roman. Luchterhand Literaturverlag, München 2024, ISBN 978-3-630-87747-1.